# Processmigration
Processmigration kallas inom operativsystem att en process dynamiskt kan flyttas mellan flera olika noder i ett kluster. Ett exempel på system med stöd för processmigration är OpenMosix.